# 拉马克吕斯坦
拉马克吕斯坦（法語：Lamarque-Rustaing，法語發音：[lamaʁk ʁystɛ̃]）是法国上比利牛斯省的一个市镇，位于该省北部，属于塔布区。

## 地理
拉马克吕斯坦（43°16'44"N, 0°17'41"E）面积2.79 平方千米，位于法国奧克西塔尼大區上比利牛斯省，该省份为法国西南部内陆省份，北至热尔省，西接大西洋比利牛斯省，南与西班牙接壤，东临上加龙省。
与拉马克吕斯坦接壤的市镇（或旧市镇、城区）包括：吕比-贝特蒙、比加尔、曼村、塞尔吕斯坦、维朗比特。

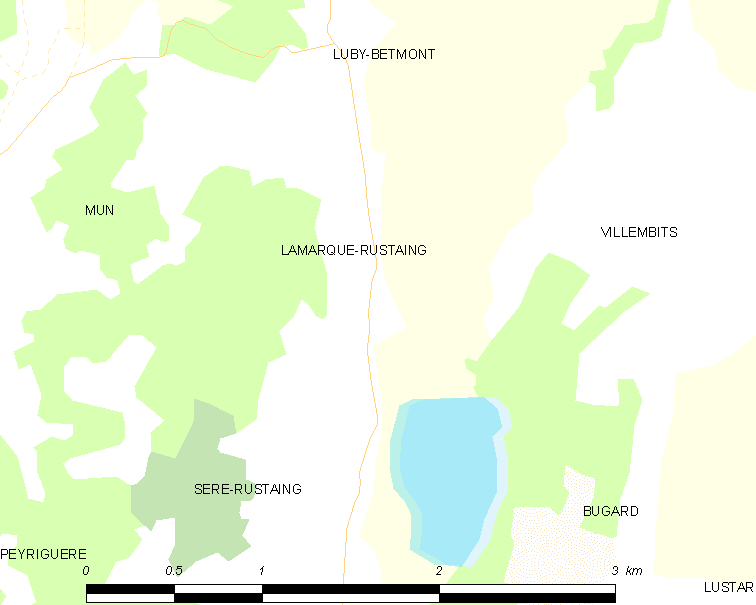
拉马克吕斯坦的OSM定位图

拉马克吕斯坦的时区为UTC+01:00、UTC+02:00（夏令时）。

## 行政
拉马克吕斯坦的邮政编码为65220，INSEE市镇编码为65253。

## 政治
拉马克吕斯坦所属的省级选区为山丘县。

## 人口

1962-2008年间拉马克吕斯坦人口变化图示

拉马克吕斯坦于2022年1月1日时的人口数量为54人。